# Reginald Lee
Reginald Robinson Lee (Bensington, Nagy-Britannia, 1870. május 19. – 1913. augusztus 6.) a hat őrszem egyike a Titanicon, Frederick Fleet társa a Titanic ütközése előtt. 
Édesapja William Lee, tanár volt, szüleinek 6 gyermeke született (Agnes, Herbert, Irene,  Leonie, Marion és Reginald). A család 1886 körül Hampshire-be költözött. Felesége Emily Salina Hannah Hill volt.
Mielőtt a Titanicra került, az Olympicon hajózott. Éppen Fleettel volt szolgálatban, mikor 20 perccel éjfél előtt meglátták a jéghegyet. Lee a 13-as mentőcsónakban menekült meg, 1 óra 30 perckor. A katasztrófa után majdnem egy évvel halt meg, tüdőgyulladásból származó komplikációk miatt, miközben a Kenilworth Castle hajón szolgált. 
Mikor a Titanic elsüllyedt, körülbelül 15-16 évet töltött már a tengeren.